# سواغ

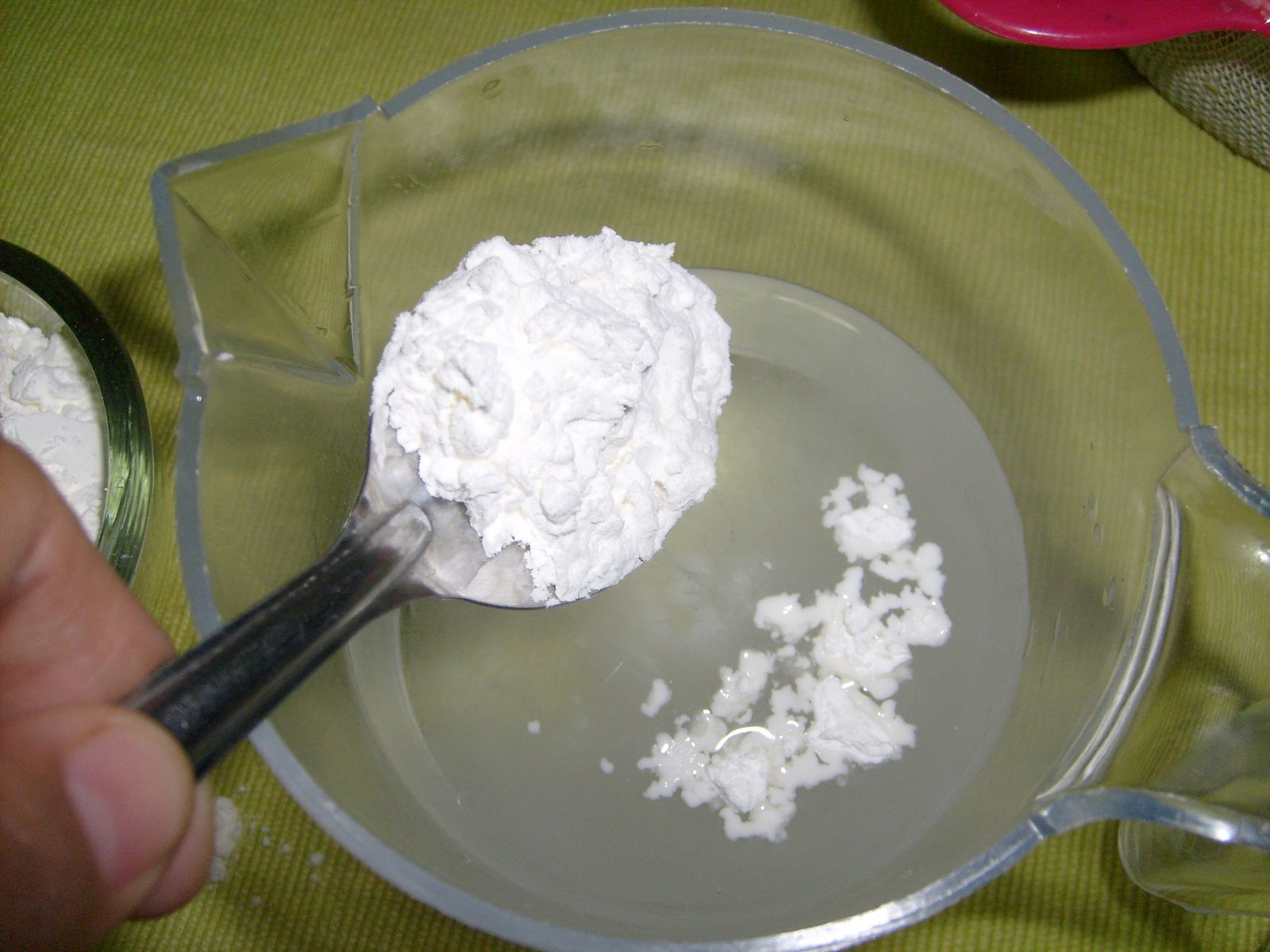

السَّوَّاغ أو السِّوَاغ هي مجموع المواد المُضافة إلى الجرعة الدوائية جنباً إلى جنب المادة الفعالة (API) ، والتي تم إضافتها إما للمساعدة في تعزيز الثباتية والتوافر البيولوجي للدواء أثناء التخزين والاستخدام، أو في تحديد الجرعة المناسبة والمنتج النهائي.
خصائص السواغات المثالية.
تتراوح السواغات من المواد الخاملة والبسيطة إلى المواد النشطة والمعقدة التي يصعب وصفها. تقليدياً، كانت السواغات في كثير من الأحيان بسيطة هيكلياً، خاملة بيولوجياً، وذات أصل طبيعي، مثل الذرة والقمح والسكر والمعادن. تم تطوير العديد من السواغات الجديدة والمتزايدة التعقيد مع ظهور أنظمة جديدة لتكوين تركيبات الأدوية وتطويرها. الطبيعة الخاملة وغير المؤذية للسواغات لم تعد ميزة معينة في تركيبات الأدوية. العديد من السواغات هي مواد سامة محتملة عند الجرعات العالية في الحيوانات، على الرغم من أنها آمنة في الاستخدام البشري عند الجرعات العلاجية، بما في ذلك السواغات الشائعة الاستخدام مثل الدكسترين الحلقي، ديكستران والبولي إيثيلين جليكول.

## تصنيف السواغات حسب استخدامها الصيدلاني

### المحليات
1. أسبسلفام البوتاسيوم Acesulfame potassium
2. الأسبارتام Aspartame
3. السوربيتول Sorbitol
4. الفركتوز Fructose
5. الغلوكوز السائل Liquid Glucose
6. الغليسيرين Glycerin
7. محلول الماليتول Maltitol Solution
8. مانيتول Mannitol
9. السكرين Saccharin
10. صوديوم سكرين Saccharin Sodium
11. سيكلامات الصوديوم Sodium Cyclamate
12. السكروز Sucrose
13. السكر المنضغط Compressible Sugar
14. السكر المربى Confectioner’s Sugar
15. الكزيليتول Xylitol[3]
16. سكرالوز Sucralose

### الممدات
1. كربونات الكالسيوم Calcium Carbonate
2. فوسفات ثنائية الكالسيوم Dibasic Calcium Phospherate Dihydrate
3. فوسفات ثلاثية الكالسيوم Tribasic Calcium Phosphate
4. كبريتات الكالسيوم calcium sulfate
5. اللاكتوز Lactose
6. السليولوز دقيق التبلور Microcrystalline cellulose
7. كربونات المغنيزيوم Magnesium Carbonate
8. أوكسيد المغنيزيوم Magnesium Oxide
9. مالتوديكسترين Maltodextrin
10. مانيتول Mannitol
11. البولي ميثاكريلات Polymethacrylates
12. كلوريد البوتاسيوم Potassium Chloride
13. كلوريد الصوديوم Sodium Chloride
14. السوربيتول Sorbitol
15. النشاء Starch
16. النشاء المعدّل Pregelatinized Starch
17. السكروز Sucrose
18. السكر المنضغط Compressible Sugar
19. السكر المربى Confectioner’s Sugar
20. الكرات السكرية Sugar Spheres
21. التالك Talc
22. الزيت النباتي المهدرج، نموذج "1" Hydrogenated Vegetable Oil, Type 1

### المفككات
1. حمض الألجينيك (حمض الألجيني) Alginic Acid
2. كاربوكسي مثيل سللوز الكالسيوم Carboxymethylcellulose Calcium
3. السللوز دقيق التبلور Microcrystalline Cellulose
4. السيللوز الناعم Powdered Cellulose
5. كروس كارميلوز الصوديوم Croscarmellose Sodium
6. كروسبوفيدون Crospovidone
7. صمغ الغوار ( الجاكوار ) Guar Gum
8. سيلكات المغنيزيوم والألمينيوم Magnisium Aluminum Silicate
9. المثيل سيللوز Methyl cellulose
10. بولاكريلين البوتاسيوم Polacrilin Potassium
11. الإيروزيل
12. ألجينات الصوديوم Sodium Alginate
13. غليكولات النشاء الصودي Sodium Starch Glycolate
14. النشاء Starch
15. النشاء المعدّل Pregelatinized Starch
16. ثاني أوكسيد الكربون Carbon Dioxide

### العوامل الرابطة
1. الصمغ العربي Acacia
2. حمض الألجينيك (حمض الألجيني) Alginic Acid
3. البنتونايت Bentonite
4. كاربومير Carbomer
5. كاربوكسي مثيل سللوز الكالسيوم Carboxymethylcellulose Calcium
6. كاربوكسي مثيل سللوز الصوديوم Carboxymethylcellulose Sodium
7. السللوز دقيق التبلور Microcrystalline Cellulose
8. السيللوز الناعم Powdered Cellulose
9. الديكسترين Dextrin
10. إثيل سيللوز Ethyl Cellulose
11. الجيلاتين Gelatin
12. الغلوكوز السائل Liquid Glucose
13. صمغ الغوار ( الجاكوار ) Guar Gum
14. هيدروكسي إيتيل السللوز Hydroxyehtyl Cellulose
15. هيدروكسي بروبيل السيللوز Hydroxypropyl Cellulose
16. هيدروكسي بروبيل مثيل السيللوز Hydroxypropyl Methylcellulose
17. سيلكات المغنيزيوم والألمينيوم Magnisium Aluminum Silicate
18. مالتوديكسترين Maltodextrin
19. المثيل سيللوز Methyl cellulose
20. البولي ميثاكريلات Polymethacrylates
21. البوفيدون Povidone
22. ألجينات الصوديوم Sodium Alginate
23. النشاء Starch
24. النشاء المعدّل Pregelatinized Starch
25. صمغ الكثيراء Tragacanth
26. الزيت النباتي المهدرج، نموذج "1" Hydrogenated Vegetable Oil, Type 1
27. صمغ الكزانثان Xanthan Gum
28. الزاين Zein
29. السكروز Sucrose
30. الماء Water
31. الكحول Alcohol

### العوامل المزلقة
1. فوسفات ثلاثية الكالسيوم Tribasic Calcium Phosphate
2. شمعات الكالسيوم Calcium stearate
3. زيت الخروع المهدرج Hydrogenated Castor Oil
4. السيللوز الناعم Powdered Cellulose
5. غليسيريل مونوسيترات Glyceryl Monostearate
6. غليسيريل بالميتوستيرات Glyceryl Palmitostearate
7. شمعات المغنيزيوم Magnesium Stearate
8. ثلاثي سيلكات المغنيزيوم Magnesium Trisilicate
9. زيت البارافين Mineral Oil
10. الزيت المعدني الخفيف Light Mineral Oil
11. البولي إتيلين غليكول Polyethylene Glycol
12. الإيروزيل
13. بنزوات الصوديوم Sodium Bezoate
14. لوريل سلفات الصوديوم Sodium Lauryl Sulfate
15. فومارات ستيريل الصوديوم Sodium Stearyl Fumarate
16. النشاء Starch
17. نشاء الذرة العقيم Sterilizable Maize Starch
18. حمض الشمع Stearic Acid
19. التالك Talc
20. الزيت النباتي المهدرج، نموذج "1" Hydrogenated Vegetable Oil, Type 1
21. سيترات الزنك Zinc Stearate

### المنكهات
1. حمض الليمون Citric Acid Monohydrate
2. الإثيل مالتول Ethyl Maltol
3. الإثيل فانيللين Ethyl Vanillin
4. الفركتوز Fructose
5. حمض الفوماريك Fumaric acid
6. حمض المالئيك Malic Acid
7. مالتول Maltol
8. المينثول Minthol
9. الفانيلين Vanillin

### الملبسات
1. الزاين Zein
2. الشمع ذو التبلور الدقيق Microcrystalline Wax
3. شمع الخرنوبا Carnauba Wax
4. ثنائي أكسيد التيتانيوم Titanium Dioxide
5. حمض الطرطريك Tartaric Acid
6. السكر المربى Confectioner’s Sugar
7. السكروز Sucrose
8. الشيلاك Shellac
9. الغول عديد الفينيل Polyvinyl Alcohol
10. البولي ميثاكريلات Polymethacrylates
11. المثيل سيللوز Methyl cellulose
12. هيدروكسي بروبيل متيل سلفات فتالات Hydroxypropyl Methylcellulose Phthalate
13. هيدروكسي بروبيل مثيل السيللوز Hydroxypropyl Methylcellulose
14. هيدروكسي بروبيل السيللوز Hydroxypropyl Cellulose
15. هيدروكسي إيتيل السللوز Hydroxyehtyl Cellulose
16. الغلوكوز السائل Liquid Glucose
17. الجيلاتين Gelatin
18. إثيل سيللوز Ethylcellulose
19. فتالات أسيتات السيللوز Cellulose Acetate Phthalate
20. كاربوكسي مثيل سللوز الصوديوم Carboxymethylcellulose Sodium

### المحلات والمواد المساعدة على الانحلال
1. الماء Water
2. إيثانول Ethanol
3. بنزالكونيوم كلورايد Benzalkonium Chloride
4. بنزيل بنزوات Benzyl Benzoate
5. زيت الذرة Corn Oil
6. زيت بذرة القطن Cottonseed Oil
7. السيكلوديكسترينات Calcium Carbonate
8. الدي إيثل فثالات Diethyl Phthalate
9. الغليكوفورول Glycofurol
10. إيزوبروبيل الكحول Isopropyl Alcohol
11. إيزوبروبيل ميرستات Isopropyl myrstate
12. إيزوبروبيل بالميتات Isopropyl Palmitate
13. الغليسيريدات الثلاثية متوسطة السلسلة Medium Chain Triglycerides
14. البولوكسامير Poloxamer
15. البولي إتيلين غليكول Polyethylene Glycol
16. ايترات البولي أوكسي إيثلين ألكيل Polyoxyethylene Alkyl Ethers
17. مشتقات زيت الخروع البولي أوكسي إتيلينية Polyoxyethylene Castor Oil Derivatives
18. استرات الحموض الدسمة مع السوربتان البولي أوكسي إتيليني Polyoxyethylene Sorbitan Fatty Acid Esters
19. ستيرات البولي أوكسي إتيلين Polyoxyethylene Stearates
20. استرات السوربيتان مع الحموض الدسمة
21. زيت الصويا Soybean Oil
22. حمض الشمع Stearic Acid

### الملدنات
1. بنزيل بنزوات Benzyl Benzoate
2. دي بوتيل سباكيت Dibutyl sebacate
3. الدي إيثل فثالات Diethyl Phthalate
4. أغوال الفازلين واللانولين
5. البولي إتيلين غليكول Polyethylene Glycol
6. ثلاثي أستيل الغلسيرين Triacetin
7. تري إيتيل سيترات Triethyl Citrate

### السواغات الزيتية والأسس المرهمية
1. زيت الكانولا Canola Oil
2. زيت الذرة Corn Oil
3. زيت بذرة القطن Cottonseed Oil
4. زيتات الإثيل Ethyl Oleate
5. اللانولين Lanolin
6. اللانولين الغولي Lanolin Alcohols
7. اللانولين المائي Hydrous Lanolin
8. زيت البارافين Mineral Oil
9. زيت البارافين الخفيف Light Mineral Oil
10. البارافين Paraffin
11. زيت الفول السوداني Peanut Oil
12. الفازلين Petrolatum
13. البولي إتيلين غليكول Polyethylene Glycol
14. زيت السمسم Sesame Oil
15. زيت الصويا Soybean Oil
16. أسس التحاميل Suppository Bases

### باعثات الإرذاذ
1. البوتان Butane
2. ثاني أوكسيد الكربون Carbon Dioxide ( مزحزح للهواء )
3. كلورودي فلوروإيثان Chlorodifluoroethane
4. كلورودي فلوروميثان Chlorodifluoroethane
5. ثنائي كلورورباعي فلوروالإيتان Dichlorotetrafluoroethane
6. ثنائي كلوروثنائي فلوروالإيتان
7. دي فلوروإيثان Difluoroethane
8. الدي مثيل إيثر Dimethyl Ether
9. الإيزوبوتان Isobutane
10. النيتروجين Nitrogen ( مزحزح للهواء )
11. أوكسيد الآزوت Nitrous oxide
12. البروبان Propane
13. رباعي فلورو الأيتان Tetraflouroethane
14. تري كلورومونوفلوروميتان Trichloromonofluoromethane

### العوامل الاستحلابية والمعلقة ورافعات اللزوجة والمثبتة
1. الصمغ العربي Acacia
2. الألبومين Albumin
3. حمض الألجينيك (حمض الألجيني) Alginic Acid
4. اسكوربيل بالميتات Ascorbyl Palmitate
5. البنتونايت Bentonite
6. كاربومير Carbomer
7. كاربوكسي مثيل سللوز الكالسيوم Carboxymethylcellulose Calcium
8. كاربوكسي مثيل سللوز الصوديوم Carboxymethylcellulose Sodium
9. السللوز دقيق التبلور Microcrystalline Cellulose
10. السيللوز الناعم Powdered Cellulose
11. الكحول السيتوستيريلي Cetostearyl alcohol
12. الكوليسترول Cholesterol
13. السيكلوديكسترينات Calcium Carbonate
14. الديكسترين Dextrin
15. ثنائي إيتانول أمين Diethanolamine
16. إثيل سيللوز Ethylcellulose
17. الجيلاتين Gelatin
18. الغليسيرين Glycerin
19. غليسيريل مونو أوليات Glyceryl Monooleate
20. غليسيريل مونوسيترات Glyceryl Monostearate
21. صمغ الغوار ( الجاكوار ) Guar Gum
22. هيدروكسي إيتيل السللوز Hydroxyehtyl Cellulose
23. هيدروكسي بروبيل السيللوز Hydroxypropyl Cellulose
24. هيدروكسي بروبيل مثيل السيللوز Hydroxypropyl Methylcellulose
25. إيزوبروبيل ميرستات Isopropyl myrstate
26. إيزوبروبيل بالميتات Isopropyl Palmitate
27. كاؤولين #اللانولين Lanolin
28. اللانولين الغولي Lanolin Alcohols
29. اللانولين المائي Hydrous Lanolin
30. الليستين Lecithin
31. سيلكات المغنيزيوم والألمينيوم Magnisium Aluminum Silicate
32. محلول الماليتول Maltitol Solution
33. مالتوديكسترين Maltodextrin
34. الغليسيريدات الثلاثية متوسطة السلسلة Medium Chain Triglycerides
35. المثيل سيللوز Methyl cellulose
36. مزيج زيت البارافين مع أغوال اللانولين Mineral Oil and Lanoline Alcohols
37. مونو إيثانول أمين Monoethanolamine
38. حمض الزيت Oleic Acid
39. البولوكسامير Poloxamer
40. البولي إتيلين غليكول Polyethylene Glycol
41. ايترات البولي أوكسي إيثلين ألكيل Polyoxyethylene Alkyl Ethers
42. مشتقات زيت الخروع البولي أوكسي إتيلينية Polyoxyethylene Castor Oil Derivatives
43. استرات الحموض الدسمة مع السوربتان البولي أوكسي إتيليني olyoxyethylene Sorbitan Fatty Acid Esters
44. ستيرات البولي أوكسي إتيلين Polyoxyethylene Stearates
45. الغول عديد الفينيل Polyvinyl Alcohol
46. البوفيدون Povidone
47. بروبيلين كربونات Propylene Carbonate
48. البروبيلن غليكول Propylene Glycol
49. البروبيلن غليكول ألجينات Propylene Glycol Alginate
50. الإيروزيل
51. ألجينات الصوديوم Sodium Alginate
52. لوريل سلفات الصوديوم Sodium Lauryl Sulfate
53. فوسفات أحادية الصوديوم Monobasic Sodium Phosphate
54. السوربيتول Sorbitol
55. حمض الشمع Stearic Acid
56. السكروز Sucrose
57. صمغ الكثيراء Tragacanth
58. تري إيتانولامين Triethanolamine
59. الشمع الاستحلابي سالب التشرد Amionic Emulsifying Wax
60. الشمع ذو التبلور الدقيق Microcrystalline Wax
61. الشمع الاستحلابي غير الشاردي Nonionic Emulsifying Wax
62. الشمع الأبيض White Wax
63. الشمع الأصفر Yellow Wax
64. صمغ الكزانثان Xanthan Gum

### العوامل الحافظة
1. الكحول Alcohol
2. بنزالكونيوم كلورايد Benzalkonium Chloride
3. بنزيثانيوم كلورايد Benzethonium Chloride
4. حمض البنزوئيك Benzoic Acid
5. الكحول البنزيلي Benzyl Alcohol
6. برونوبول Bronopol
7. بوتيل بارابين Butylparaben
8. السيتريميد Cetrimide
9. كلورهكسيدين Chlorhexidine
10. كلوروبوتانول Chlorobutanol
11. كلوروكريزول Chlorocresol
12. الكريسول Cresol
13. الإثيل بارابين Ethylparaben
14. الغليسيرين Glycerin
15. إيميد البولة Imidurea
16. مثيل بارابن Methylparapin
17. الفينول Phenol
18. فينوكسي إيثانول Phenoxyethanol
19. الغول الإيتيلي الفينيلي Phenylethyl Alcohol
20. خلات فنيل الزئبق Phenylmercuric Acetate
21. بورات فنيل الزئبق Phenylmercuric Borate
22. نترات فنيل الزئبق Phenylmercuric Netrate
23. بوتاسيوم صوربات Potassium Sorbate
24. البروبيلن غليكول Propylene Glycol
25. البروبيل بارابن Propylparaben
26. بنزوات الصوديوم Sodium Bezoate
27. بروبيونات الصوديوم Sodium Propionate
28. حمض الصوربيك Sorbic Acid
29. التيمروزال Thimerosal

### مضادات الأكسدة
1. فيتامبن E Alpha Tocopherol
2. فيتامين C Ascorbic Acid
3. اسكوربيل بالميتات Ascorbyl Palmitate
4. بوتيل هيدروكسي أنيزول Butylated Hydroxyanisole
5. بوتيل هيدروكسي تولوين Butylated Hydroxytoluene
6. حمض الفوماريك Fumaric acid
7. حمض المالئيك Malic Acid
8. البروبيل غالات Propyl Gallate
9. صوديوم أسكوربات Sodium Ascorbate
10. ميتا بيسلفيت الصوديوم Sodium Metabisulphite

### العوامل المبللة
1. السيتريميد Cetrimide
2. دوكسات الصوديوم Docusate Sodium
3. الغليسيرين Glycerin
4. غليسيريل مونو أوليات Glyceryl Monooleate
5. استرات الحموض الدسمة مع السوربتان ( البولي أوكسي إتيليني )Polyoxyethylene Sorbitan Fatty Acid Esters
6. الغول عديد الفينيل Polyvinyl Alcohol
7. البروبيلن غليكول Propylene Glycol
8. لوريل سلفات الصوديوم Sodium Lauryl Sulfate
9. السوربيتول Sorbitol